# コール酸
コール酸（コールさん, cholic acid）は化学式 C24H40O5、分子量408.579のステロイドで代表的な胆汁酸である。一次胆汁酸の一種で、アミノ酸とのアミドを作り、それらは多くの生物で見つかっている。水にはほんの少しだけ溶ける。消化液（胆汁）の成分として、脂質の消化吸収を助ける役割を持っている。CAS登録番号は [81-25-4]。
コール酸はコレステロールの代謝によって肝臓で作られ、胆嚢に送られ、十二指腸に分泌されて、その一部が微生物によって代謝され、デオキシコール酸等の二次胆汁酸となる。

## 抱合胆汁酸
コール酸はそのままでは組織を傷つける場合があるので通常はアミノ酸と縮合して抱合胆汁酸となって存在している。ヒトの場合、グリシンとの抱合胆汁酸であるグリココール酸とタウリンとの抱合胆汁酸であるタウロコール酸が大半を占める。

### グリココール酸
グリココール酸 (glycocholic acid) は化学式が C26H43NO6、分子量465.6のコール酸とグリシンの抱合胆汁酸。ヒトの胆汁酸のうちの三分の二程度はこの物質である。生合成はコリルCoAとグリシンの反応である。

### タウロコール酸
タウロコール酸 (taurocholic acid) は化学式がC26H45NO7S、分子量515.7のコール酸とタウリンの抱合胆汁酸。ヒトの胆汁酸のうちの三分の一程度はこの物質である。生合成はコリルCoAとタウリンの反応である。